# Józef Kuczyński (fotograf)

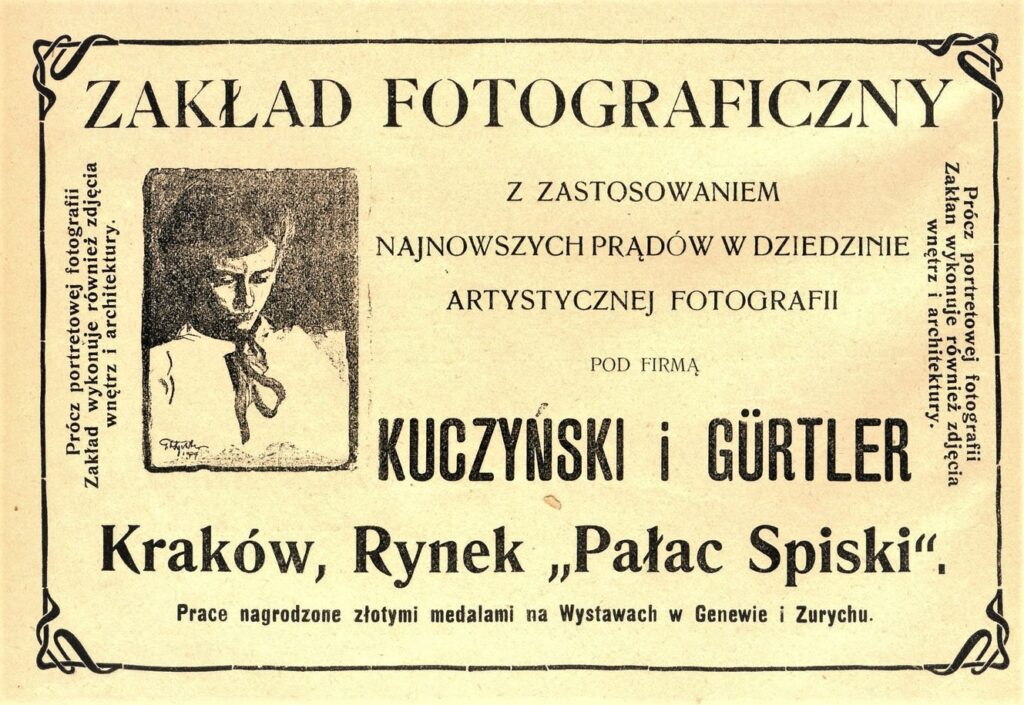
Reklama Zakładu Fotograficznego Kuczyński i Gürtler

Józef Antoni Kuczyński (ur. 1877, zm. 1952) – polski fotograf.
Fotografowania uczył się w latach 90. XIX w. w atelier Juliusza Miena i Józefa Sebalda. W 1899 r. wyjechał Krakowa, kontynuując naukę w Dreźnie, Szwajcarii, Paryżu, Wiedniu i Algierze. W tym ostatnim spędził dwa lata, pracując u A. Vollenweidera. W 1907 r. wraz z J. Gürtlerem otworzył zakład fotograficzny w Pałacu Spiskim przy Rynku Głównym w Krakowie. Od 1912 r. Kuczyński prowadził go samodzielnie. Atelier było bogato wyposażone, z fryzem ściennym i meblami zaprojektowanymi przez Tadeusza Stryjeńskiego. Zakład działał do 1939 r., gdy został zamknięty przez hitlerowców. Mimo to Kuczyński kontynuował działalność fotograficzną, również po wojnie. 
Kuczyński specjalizował się w fotografii portretowej. Jego dojrzała twórczość przypadła na okres międzywojenny; wywodziła się ona z jednej strony z rzemieślniczych tradycji XIX-wiecznej fotografii, a z drugiej pozostawała pod wpływem nurtu piktorialistycznego.
Kuczyński utrzymywał bliskie kontakty ze środowiskiem artystycznym, kolekcjonował obrazy i sam malował. Przyjaźnił się m.in. z Xawerym Dunikowskim, którego twórczość dokumentował w okresie międzywojennym. Dunikowski umieścił głowę Kuczyńskiego wśród swoich Głów wawelskich. Z kolei Jacek Malczewski sportretował Kuczyńskiego jako fauna na jednym ze swoich obrazów.